# Ancona Calcio 1999-2000
Questa voce raccoglie le informazioni riguardanti l'Ancona Calcio nelle competizioni ufficiali della stagione 1999-2000.

## Stagione
Nella stagione 1999-2000 l'Ancona disputa il girone B del campionato di Serie C1, raccoglie 62 punti con il secondo posto in classifica, alle spalle del Crotone promosso direttamente in Serie B. L'Ancona è stato l'avversario più agguerrito dei pitagorici calabresi, centrando il secondo posto in campionato e mantenendolo, addomesticando il pericoloso ostacolo dei playoff, superando in semifinale l'Arezzo ed in finale l'Ascoli. Affidato alle cure di Fabio Brini la squadra dorica parte con il vento in poppa, dopo sette giornata è prima con 17 punti, al termine del girone di andata è seconda con 34 punti, nel girone di ritorno mantiene il secondo posto e vince i playoff, ottenendo una meritata promozione in Serie B. Nella Coppa Italia di Serie C disputa il girone L, vinto dalla Viterbese.

## Rosa
| N. |                      | Ruolo | Calciatore             |
| -- | -------------------- | ----- | ---------------------- |
|    | Italia (bandiera)    | C     | Marcello Albino        |
|    | Italia (bandiera)    | A     | Claudio Cecchini       |
|    | Italia (bandiera)    | C     | Diego Cerioni          |
|    | Italia (bandiera)    | P     | Marco Cerioni          |
|    | Italia (bandiera)    | A     | Giuseppe Compagno      |
|    | Italia (bandiera)    | A     | Alessandro Corallo     |
|    | Italia (bandiera)    | C     | Massimiliano Favo      |
|    | Argentina (bandiera) | A     | Martín Fúriga          |
|    | Italia (bandiera)    | D     | Paolo Guastalvino      |
|    | Argentina (bandiera) | A     | Cristian La Grottería  |
|    | Italia (bandiera)    | C     | Massimiliano Manni     |
|    | Italia (bandiera)    | A     | Umberto Marino         |
|    | Italia (bandiera)    | D     | Eddy Mengo             |
|    | Italia (bandiera)    | C     | Francesco Montervino   |
|    | Italia (bandiera)    | C     | Alessandro Monticciolo |

| N. |                   | Ruolo | Calciatore              |
| -- | ----------------- | ----- | ----------------------- |
|    | Italia (bandiera) | D     | Francesco Nocera        |
|    | Italia (bandiera) | D     | Christian Oppedisano    |
|    | Italia (bandiera) | D     | Massimo Paci            |
|    | Italia (bandiera) | D     | Gianfranco Parlato      |
|    | Italia (bandiera) | D     | Maurizio Peccarisi      |
|    | Italia (bandiera) | D     | Salvatore Russo         |
|    | Italia (bandiera) | A     | Massimiliano Scichilone |
|    | Italia (bandiera) | A     | Andrea Staffolani       |
|    | Italia (bandiera) | P     | Marco Storari           |
|    | Italia (bandiera) | C     | Marco Strappini         |
|    | Italia (bandiera) | C     | Luca Tentella           |
|    | Italia (bandiera) | C     | Donato Terrevoli        |
|    | Italia (bandiera) | A     | Mirco Ventura           |
|    | Italia (bandiera) | D     | Danilo Vitali           |
|    | Italia (bandiera) | D     | James Walter Wilson     |

## Risultati

### Campionato

#### Girone di andata
| Arbitro: | Battaglia (Messina) |

|                  |           |  |
| La Grotteria 19’ | Marcatori |  |

| Arbitro: | Ambrosino (Torre del Greco) |

|               |           |  |
| Di Corcia 90’ | Marcatori |  |

| Arbitro: | Esposito (Trapani) |

|             |           |  |
| Ventura 15’ | Marcatori |  |

| Arbitro: | Dattilo (Locri) |

|  |           |                          |
|  | Marcatori | 63’ Terrevoli 87’ Albino |

| Arbitro: | Cruciani (Pesaro) |

|                                            |           |                |
| Albino 23’ La Grotteria 36’ Scichilone 81’ | Marcatori | 8’ Bertoncelli |

| Arbitro: | Lambertini (Bologna) |

|  |           |               |
|  | Marcatori | 24’ Terrevoli |

| Arbitro: | Pieri (Genova) |

|                                      |           |                |
| Nocera 8’ Willson 11’, 22’ Mengo 94’ | Marcatori | 71’ Boccaccini |

| Arbitro: | Benedetto (Messina) |

|            |           |  |
| Marcuz 18’ | Marcatori |  |

| Arbitro: | Ciampi (Pisa) |

|                         |           |                       |
| Manni 45+2’ Parlato 86’ | Marcatori | 2’ Fontana 28’ Fresta |

| Arbitro: | Palmieri (Cosenza) |

|                |           |             |
| Pannitteri 28’ | Marcatori | 45’ Parlato |

| Arbitro: | Cavuoti (Vasto) |

|                  |           |  |
| La Grotteria 61’ | Marcatori |  |

| Arbitro: | Pieri (Genova) |

|  |           |               |
|  | Marcatori | 75’ Terrevoli |

| Arbitro: | Ardito (Bari) |

|                |           |                 |
| Montervino 61’ | Marcatori | 45+1’ E. Baggio |

| Arbitro: | Belloli (Bergamo) |

|                |           |  |
| Montalbano 71’ | Marcatori |  |

| Arbitro: | Valensin (Milano) |

|                                                                   |           |             |
| M. Paci 2’ La Grotteria 15’, 28’ U. Marino 31’, 35’ Terrevoli 73’ | Marcatori | 88’ Gennari |

| Arbitro: | Cuttica (Alessandria) |

|  |           |                 |
|  | Marcatori | 12’, 40’ Albino |

| Arbitro: | Ioseffi (Siena) |

|               |           |                |
| Terrevoli 40’ | Marcatori | 45+1’ Deflorio |

#### Girone di ritorno
| Arbitro: | S. Ayroldi (Molfetta) |

|               |           |  |
| G. Nocera 40’ | Marcatori |  |

| Arbitro: | Girardi (San Donà di Piave) |

|                  |           |  |
| La Grotteria 36’ | Marcatori |  |

| Arbitro: | Cruciani (Pesaro) |

|                |           |                  |
| Martinetti 79’ | Marcatori | 72’ La Grotteria |

| Arbitro: | Brighi (Cesena) |

|             |           |             |
| Corallo 72’ | Marcatori | 49’ Massaro |

| Arbitro: | Palmieri (Cosenza) |

|  |           |             |
|  | Marcatori | 90’ Parlato |

| Arbitro: | Trefoloni (Siena) |

|           |           |            |
| Manni 71’ | Marcatori | 54’ Turchi |

| Arbitro: | Cuttica (Alessandria) |

|              |           |                                       |
| Bonfanti 88’ | Marcatori | 38’ S. Russo 51’ Albino 93’ U. Marino |

| Arbitro: | Niccolai (Livorno) |

|                               |           |  |
| La Grotteria 6’ U. Marino 44’ | Marcatori |  |

| Arbitro: | Girardi (San Donà di Piave) |

|            |           |               |
| Fresta 81’ | Marcatori | 30’ Terrevoli |

| Arbitro: | Ambrosino (Torre del Greco) |

|                            |           |                |
| Compagno 17’ U. Marino 47’ | Marcatori | 82’ Pannitteri |

| Avellino 2 aprile 2000 28ª giornata | Avellino       | 0 – 0 | Ancona | Stadio Partenio\| Arbitro: \| Pieri (Genova) \| |
| Arbitro:                            | Pieri (Genova) |       |        |                                                 |

| Arbitro: | Valensin (Milano) |

|                      |           |  |
| Favo 26’ Ventura 76’ | Marcatori |  |

| Arbitro: | Cuttica (Alessandria) |

|                          |           |                             |
| Bucaro 43’ E. Baggio 81’ | Marcatori | 6’ Corallo 86’ La Grotteria |

| Ancona 22 aprile 2000 31ª giornata                                                        | Ancona    | 2 – 2                          | Palermo | Stadio del Conero |
| \| \| \| \| \| Albino 45’ U. Marino 62’ \| Marcatori \| 28’ (rig.) Elia 70’ Bombardini \| |           |                                |         |                   |
|                                                                                           |           |                                |         |                   |
| Albino 45’ U. Marino 62’                                                                  | Marcatori | 28’ (rig.) Elia 70’ Bombardini |         |                   |

| Arbitro: | Dondarini (Finale Emilia) |

|             |           |  |
| Anselmi 74’ | Marcatori |  |

| Arbitro: | Ambrosino (Torre del Greco) |

|                        |           |               |
| Albino 44’ Corallo 47’ | Marcatori | 36’ Battaglia |

| Arbitro: | Brighi (Cesena) |

|                                   |           |                        |
| Deflorio 20’, 44’, 74’ Pasino 63’ | Marcatori | 47’ Albino 75’ Ventura |

#### Playoff
| Arbitro: | Girardi (San Donà di Piave) |

|           |           |                     |
| Rinino 9’ | Marcatori | 71’ (aut.) Ottolina |

| Arbitro: | S. Ayroldi (Molfetta) |

|                           |           |           |
| Corallo 58’ Terrevoli 70’ | Marcatori | 55’ Bacci |

| Arbitro: | Palmieri (Cosenza) |

|                |           |              |
| E. Baggio 101’ | Marcatori | 119’ Ventura |